# 豚鞭虫
豚鞭虫（ぶたべんちゅう、学名：Trichuris suis）は、ブタ、イノシシの結腸、盲腸、直腸に寄生する線虫の1種。♂30-45mm、♀35-50mm、プレパテント・ピリオドは37-49日。豚鞭虫は宿主に暗赤色の血便、水様性下痢、犬座姿勢など豚赤痢に類似した症状を引き起こす。
ヒトに対する症状は一般に軽く症状がないことも多い。症状がある場合もドラメクチンやイベルメクチンなどで治療できる。
近年、自己免疫疾患および免疫システムに関連していると考えられる疾病に豚鞭虫の卵を服用することによって効果があるという報告がある。クローン病、多発性硬化症、乾癬、I型糖尿病,潰瘍性大腸炎などに効果が期待されている。疫学的な研究から現代の先進国における高度に衛生的な状況で駆除された寄生虫が免疫系のバランスを取るのに役立っているというアイディアに基づく仮説である。
アメリカ食品医薬品局では豚鞭虫卵剤をinvestigational new drug(IND)と認め、豚鞭虫卵のヒトに対する安全性の検討が始まっている。欧州医薬品庁でも豚鞭虫の卵の服用が治療法として検討されている。メカニズムとしては第一に制御性T細胞を活性化させてインターロイキン-10やトランスフォーミング増殖因子-βの産生を促す。第二に寄生虫が制御性樹状細胞やマクロファージなどの細胞に何らかの働きかけをして、Th2細胞のスイッチが入るのを防ぐ。第三に寄生虫が腸内細菌叢の状態を変化させることなどが考えられている。